# Trasformazione reversibile
Una trasformazione reversibile, nella termodinamica, è una trasformazione termodinamica di un sistema termodinamico che dopo aver avuto luogo, può essere invertita riportando il sistema e l'ambiente nelle condizioni iniziali senza che ciò comporti alcun cambiamento nel sistema stesso e nell'universo. 
Una singola trasformazione reversibile può avvenire con aumento o diminuzione di entropia ma se consideriamo un processo, come ad esempio un ciclo termodinamico, costituito solo da trasformazioni reversibili, allora è una caratteristica distintiva dei processi reversibili di non generare aumento di entropia dell'universo.  Cioè, l'interazione tra il sistema e l'ambiente non portano ad una variazione complessiva dell'entropia. Per questa ragione la misura dell'entropia la si può intendere come una misura dell'irreversibilità di un processo (ciclo chiuso), ma non necessariamente di una singola trasformazione (es. da punto a punto del diagramma T-S) la quale può ben avere un'entropia negativa senza per ciò violare il Secondo Principio della Termodinamica.
Più frequenti sono le trasformazioni non reversibili  dette irreversibili, che <<ci permettono di capire la formazione di strutture dissipative di non equilibrio>>. Una trasformazione irreversibile può avvenire in una sola direzione (presuppone quindi la freccia del tempo) e, una volta raggiunto lo stato finale, non è possibile tornare allo stato iniziale senza lasciare traccia sul mondo esterno al sistema termodinamico.

## Trasformazioni reversibili
Una trasformazione reversibile può essere una trasformazione quasistatica ideale, ossia deve essere effettuata con delle variazioni infinitesime delle condizioni del sistema in modo che questo possa essere considerato in equilibrio termodinamico in ogni istante.
Proprio perché quasi statica ideale, una trasformazione reversibile è impossibile da realizzare nella pratica, in quanto richiederebbe un tempo infinito per compiersi; essa rappresenta tuttavia un utile modello ideale a cui è possibile approssimare molte trasformazioni reali.
Data una qualunque trasformazione, lo stato iniziale e finale differiscono almeno per l'aumento d'entropia dell'universo termodinamico ed eventualmente di un altro sistema isolato più ristretto che si prende in considerazione.
Una trasformazione è reversibile se la differenza di entropia tra lo stato iniziale e finale della trasformazione è solamente dovuta all'entropia scambiata con l'ambiente.

## Trasformazioni irreversibili
A titolo di esempio sono irreversibili le trasformazioni che hanno luogo tramite fenomeni quali viscosità, attriti, anelasticità, resistenza elettrica e isteresi magnetica, i quali implicano una dissipazione di lavoro in calore; analogamente, in chimica un processo irreversibile si verifica quando dei reagenti a seguito di una reazione diventano prodotti e questi ultimi non possono più, attraverso un processo chimico, tornare ad essere i reagenti iniziali.